# باتريسيا شارلوته بيرين
باتريسيا شارلوته بيرين (بالإنجليزية: Patricia Charlotte Perrin)‏ هي خزافة نيوزيلندية، ولدت في 11 يوليو 1921 في أوكلاند في نيوزيلندا، وتوفي بنفس المكان في 12 نوفمبر 1988.